# Trichuris
Trichuris är ett släkte av maskar tillhörande rundmaskar. 
Inom släktet finns arten piskmask (Trichuris trichiura) som kan drabba människor. Inom släktet Trichuris finns även arter som kan drabba andra djur än människan. Den art som drabbar hundar heter Trichuris vulpis och den som drabbar katter i Europa Trichuris campanula medan i Nordamerika drabbas katter av Trichuris serrata. Grisar kan drabbas av Trichuris suis. 